# Pecka (okres Jičín)
Pecka (německy Petzka) je městys v členité krajině Podkrkonoší v severovýchodní části okresu Jičín v Královéhradeckém kraji. V obci žije přibližně 1 300 obyvatel.

## Název
Název městyse je odvozen od kopce, který svým tvarem připomíná pecku. V minulosti však městečko se nazývalo „městečko pod Peckou“, kdežto hrad nesl jméno „na Pecce“.[zdroj?]

## Historie

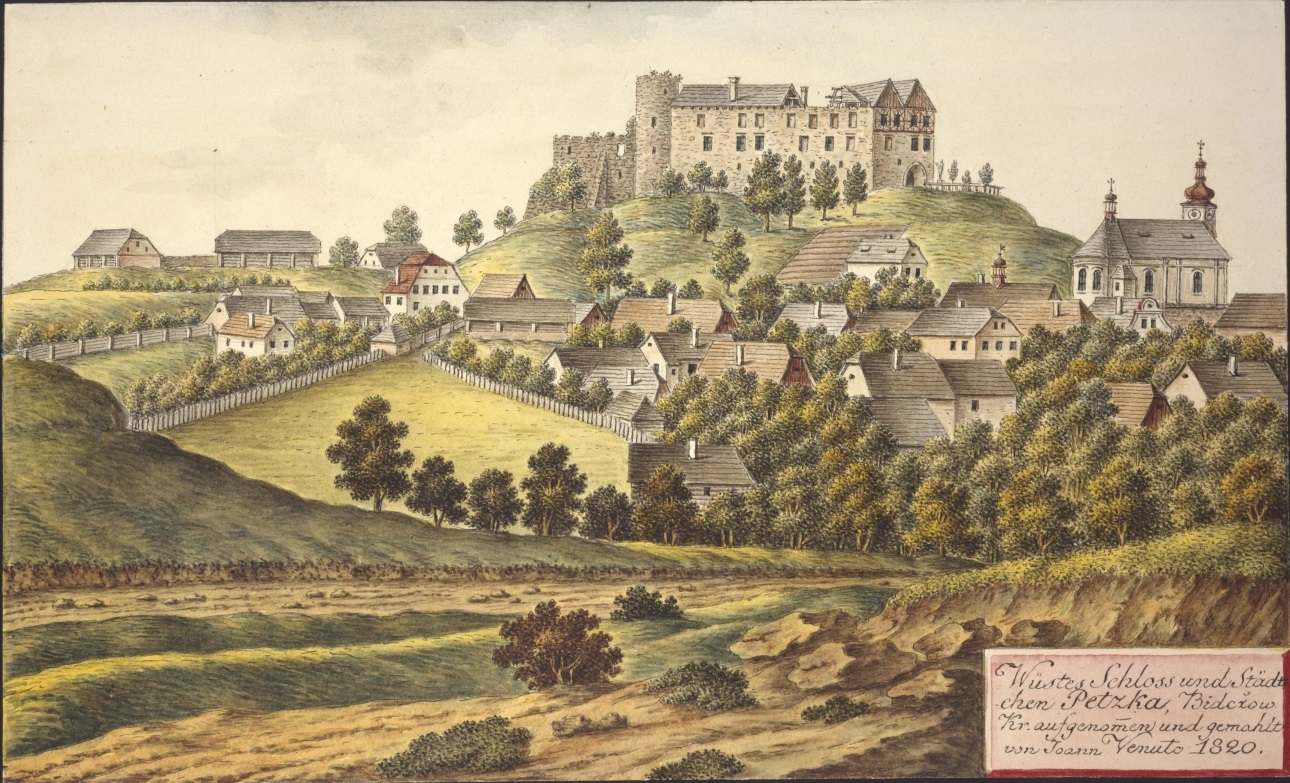
Hrad a městečko Pecka, kresba Johanna Venuta z roku 1820

První zmínka o osadě pochází z roku 1322 a již o šedesát let později (roku 1382) byla osada Pecka povýšena na městečko. Městečku bylo uděleno právo na pořádání tří výročních trhů. Roku 1633 pak Ferdinand II. na přímluvu převora kartouzského kláštera Filipa Buschka povýšil městečko na město a přidělil mu znak.
Za třicetileté války však byla obec vydrancována císařským vojskem a vzápětí vypálena Švédy. Další pohroma jej stihla roku 1830, kdy vyhořel i hrad, který již nebyl obnoven v původním rozsahu a následně zpustl. Teprve roku 1940 byly započaty práce, které částečně hrad zachránily.
Roku 1890 bylo město začleněno do jičínského hejtmanství, okres Nová Paka. Měl 197 domů, 1322 českých obyvatel. Ve městě byla radnice, pětitřídka, četnická stanice, poštovní úřad, občanská záložna, mechanická pila, mlýn, výrobna člunků a výrobna rukodílného bavlněného zboží. Svěřený statek s pivovarem a myslivnou měl v držení kníže Karel Trauttmansdorff.
Opodál města stály klimatické lázně „V lázních“, které se zde v současné době již nenachází. Ještě dnes je ale v městečku dochováno několik původních roubených stavení a přímo v centru se nachází barokní kostel svatého Bartoloměje, který byl původně dřevěný, a který byl roku 1603 byl nahrazen kamenným. Jeho dnešní podoba pochází z let 1748 až 1758, kdy byl přestavěn.
Roku 1960 byly k obci připojeny osady Lhota u Pecky a Staňkov. Zbývající místní části pak byly připojeny v polovině sedmdesátých let 20. století. Od 22. června 2007 byl obci vrácen status městyse.

## Obyvatelstvo
| Rok            | 1869  | 1880  | 1890  | 1900  | 1910  | 1921  | 1930  | 1950  | 1961  | 1970 | 1980 | 1991 | 2001 | 2011 | 2021 |
| -------------- | ----- | ----- | ----- | ----- | ----- | ----- | ----- | ----- | ----- | ---- | ---- | ---- | ---- | ---- | ---- |
| Počet obyvatel | 1 818 | 1 622 | 1 558 | 1 532 | 1 767 | 1 469 | 1 367 | 1 034 | 1 040 | 934  | 882  | 849  | 872  | 872  | 811  |
| Počet domů     | 241   | 239   | 246   | 248   | 251   | 259   | 273   | 291   | 261   | 260  | 248  | 309  | 322  | 351  | 351  |

## Místní části
- Pecka (k. ú. Pecka a Lhota u Pecky)
- Arnoštov (k. ú. Bukovina u Pecky) – osada poprvé zmiňována roku 1765. Jsou zde zachovalé roubené chalupy typické pro kraj Podkrkonošský. V současné době je osada využívána spíše pro chalupářské účely.
- Bělá u Pecky (k. ú. Bělá u Pecky) – leží na soutoku tří potoků: Javorka, Zlatnice a Štikovský potok. První zmínka o vsi je z roku 1533.
- Bukovina u Pecky (k. ú. Bukovina u Pecky) – první zmínka je z roku 1412. Na návsi je roubený rodný domek spisovatele K. V. Raise a socha sv. Jana Nepomuckého.
- Horní Javoří (k. ú. Horní Javoří) – první zmínka je z roku 1532.
- Kal (k. ú. Kal) – první zmínka je z roku 1497. Je zde zachována panská kovárna z poloviny 18. století, roubený mlýn a na strmém ostrohu hradiště Valy.
- Staňkov (k. ú. Staňkov u Pecky) – osada zmiňovaná již v 14. století.
- Vidonice (k. ú. Vidonice) – první zmínka je z 15. století, je zde farní kostel sv. Jana Křtitele.

## Pamětihodnosti
- Hrad Pecka
- kostel sv. Bartoloměje – barokně přestavěný v letech 1748–1758. Nástropní malby Václava Kramolína, reliéfy křížové cesty od J. Lederera
- morový sloup z roku 1720 od F. Petrše
- raně barokní kašna
- expozice městečka Pecka
- expozice útrpného práva
- pohádkové informační centrum
- Harantovské slavnosti historického zpěvu – od roku 1991 je pravidelně pořádán festival ve dvouletém cyklu vždy v červnu
- pomník první světové války
- pomník Kryštofa Haranta
- Dům čp. 42

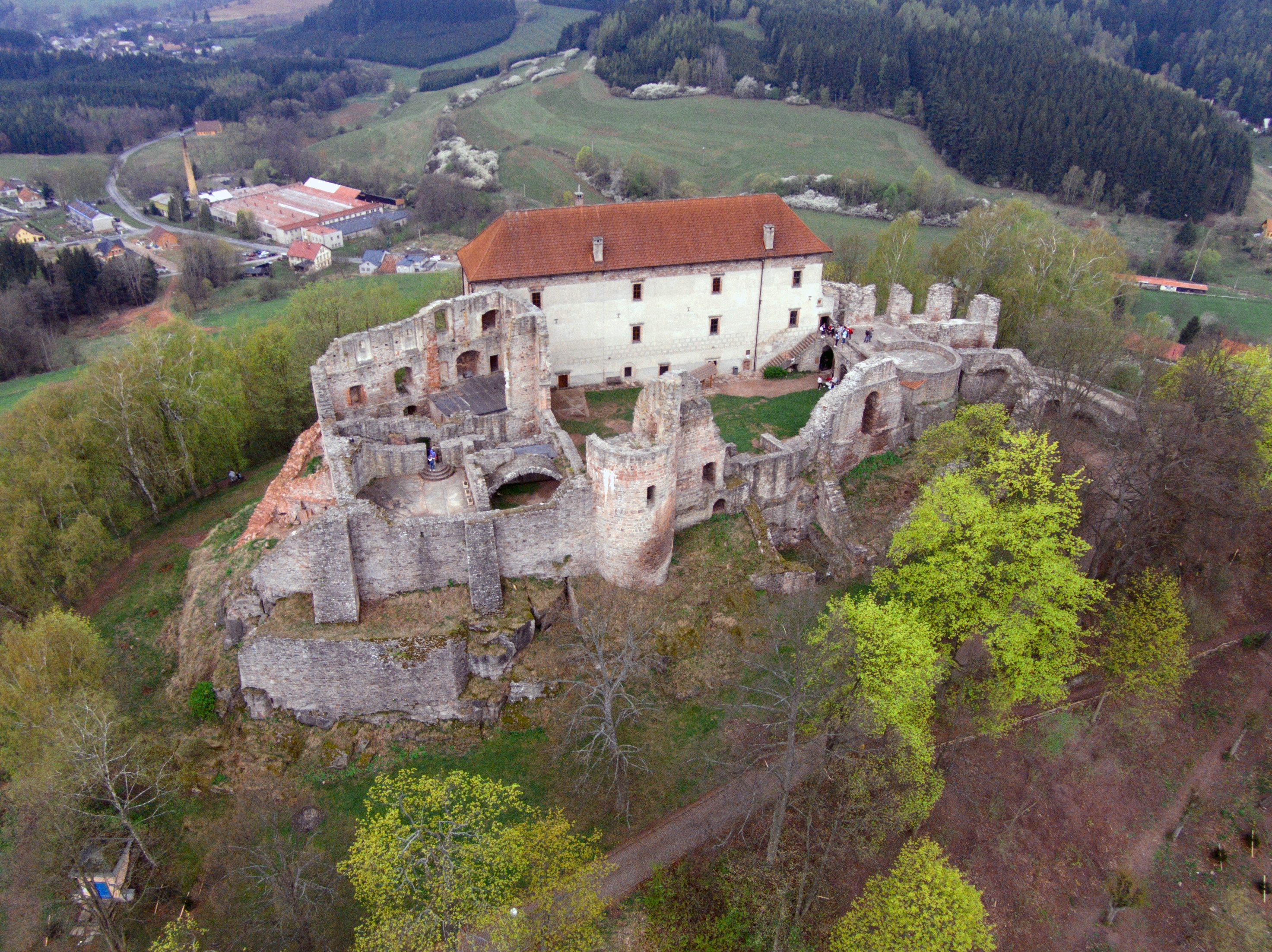
hrad Pecka
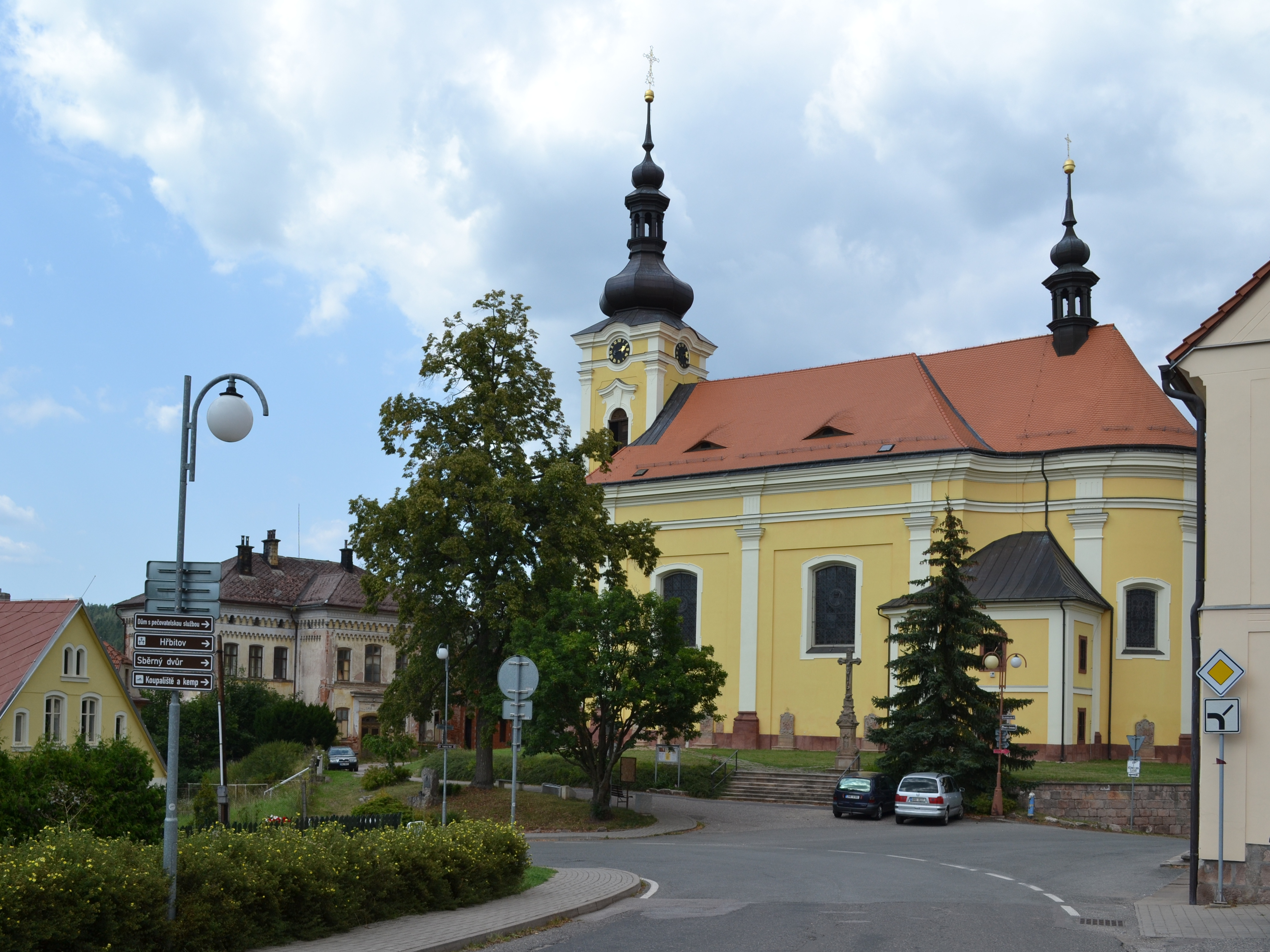
kostel sv. Bartoloměje
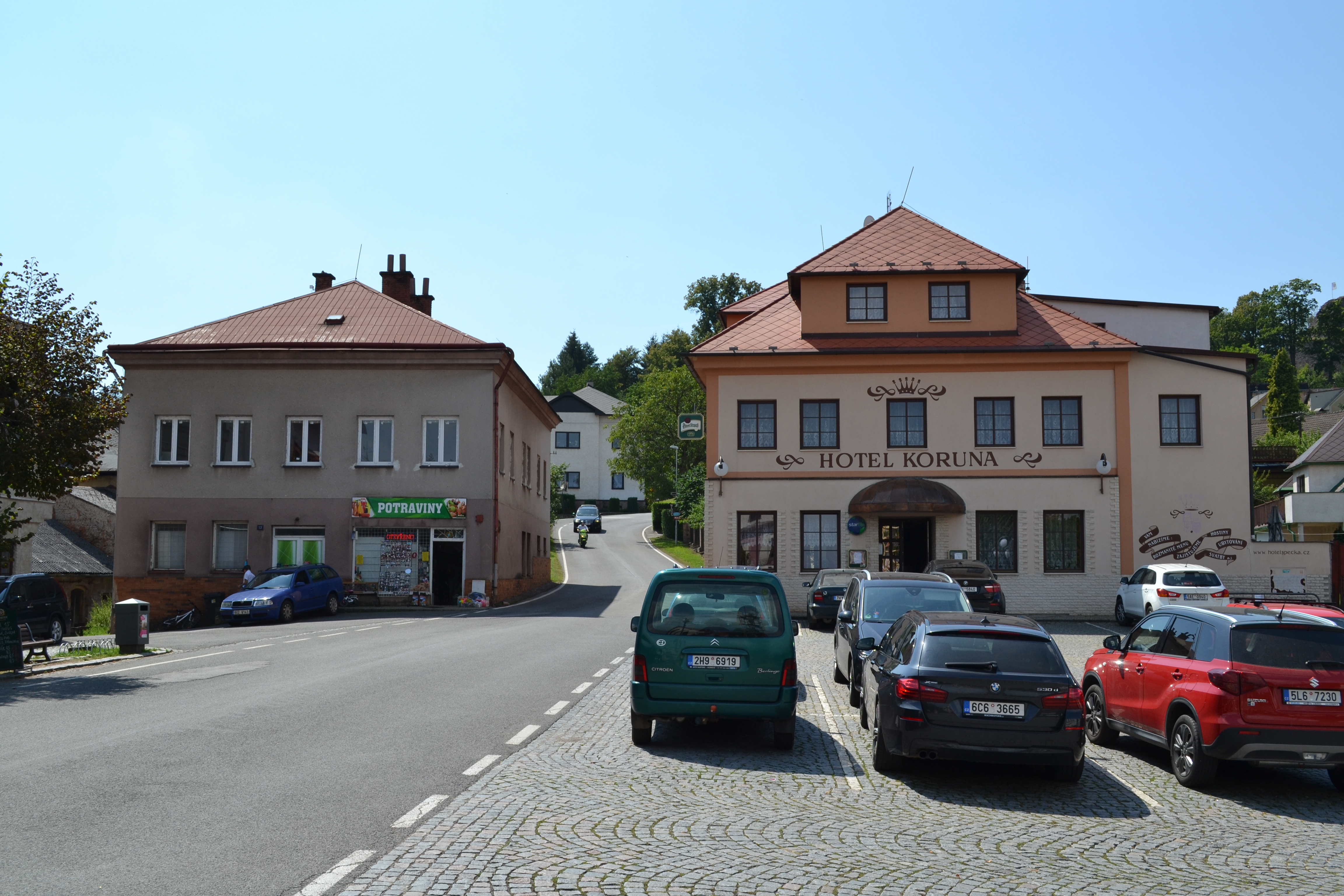
náměstí
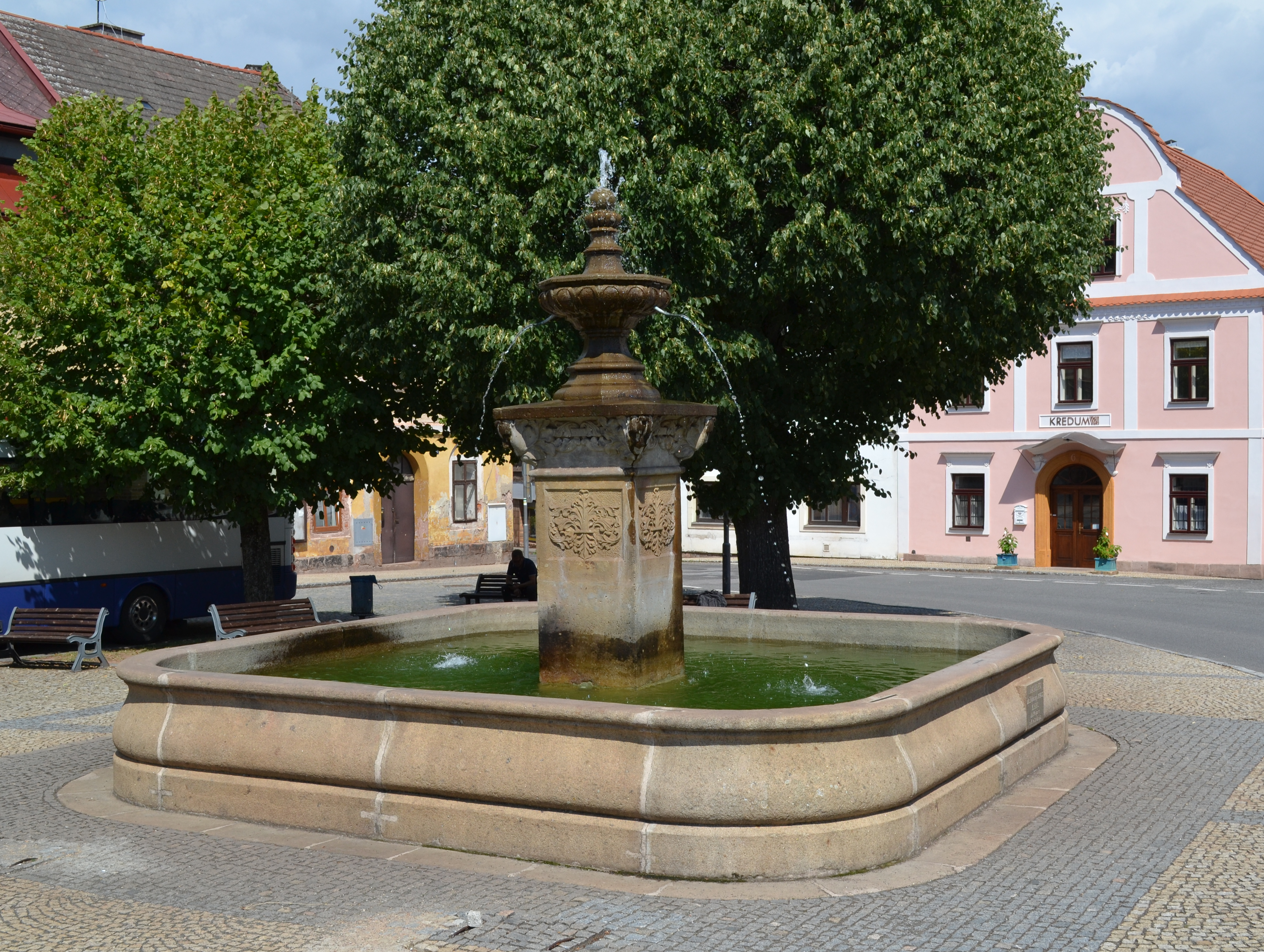
kašna na náměstí
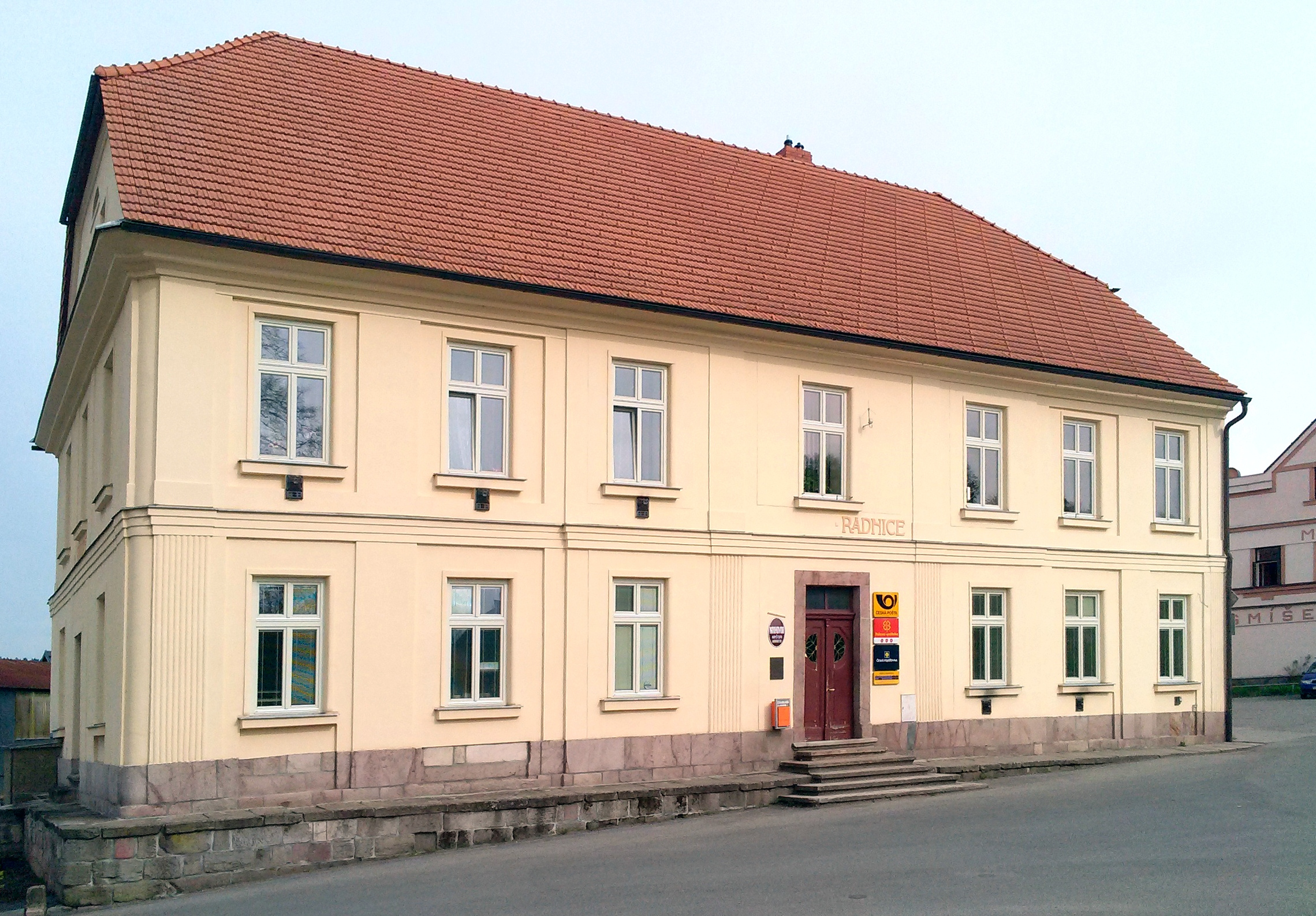
radnice

## Osobnosti

### Narození
- Jan Bohdanecký (1756–1828), katolický kněz, náboženský spisovatel a potomek šlechtické rodiny Bohdanečtí z Hodkova
- Josef František Kocián-Peckovský (1792-1837), český učitel a prozaik
- Antonín Linek (1792–1881), učitel Karla Havlíčka Borovského a Václava Zeleného
- Markus Österreicher (1814-1897), pardubický podnikatel, zakladatel a prvním starostou Židovské náboženské obce v Pardubicích
- František Rumler (1824–1909), právník, soudce a šlechtic
- Josef Bonaventura Černý (1838–1889), kněz, provinciál řádu františkánů
- Ignác Theodor Petera (1840–1904), podnikatel
- Vendelín Kopecký (1844–1899), český skladatel a vojenský kapelník
- Antonín Krecar (1851–1914), středoškolský učitel, historik, překladatel a politik
- Jan Štěpán (1858–1914), filolog, lexikograf a středoškolský profesor
- Josef Postl (1861–1935), ředitel muzea v Chrudimi, odborný publicista
- František Koudelka (1863–1939), učitel a spolkový pracovník
- Jan Vítězslav Krecar (1866–1933), středoškolský profesor, spisovatel, genealog, autor literárních monografií, historických publikací a průvodců
- Karel Khun (1866–1921), spisovatel a katolický kněz
- Jindřich Štemberka (1867–1926), advokát a politik
- Josef Štemberka (1869–1942), lidický farář umučený nacisty
- Albertina Bendová (1869–1952), varhanice, fotografka, malířka, pocházela z rodu Bendových[8]
- Jindřich Langner (1870–1956), český katolický vlastenecký kněz, čestný kanovník litoměřické kapituly
- František Khun (1874–1948), římskokatolický kněz, básník a spisovatel, bratr Karla Khuna
- Jan Raimund (1896–1975), krajinář a malíř historických výjevů
- Karel Reimont (1901–1982), malíř, bratr Jana Raimunda
- František Bekr (1913–2000), pilot RAF

### Úmrtí
- Barbora Miřkovská ze Stropčic (1607), šlechtična, dědic peckovského panství a manželka Kryštofa Haranta
- Jan Kryštof Steinberger z Altensteinu (po roce 1634), protestantský a katolický kněz, údajně vysvěcen pražským arcibiskupem Zdeňkem Berkou z Dubé a Lipé
- Jan Jiří Bořek Dohalský z Dohalic a Pan na Podhorním Újezdě (1663), šlechtic, člen rodu Dohalský z Dohalic
- Helena Johanna ze Smuczka a z Podhorního Újezda (1663), šlechtična
- Vendelín Dušek (1849), prozaik, autor zábavných a výchovných povídek, drobných časopiseckých próz, povídek pro mládež a statí vychovatelských
- Rafael Engelman (1924), učitel a spisovatel

### Ostatní
- Jarek II. ze Železnice (1399–1434), český katolický šlechtic a rytíř z rodu pánů ze Železnice
- Kryštof Harant z Polžic a Bezdružic (1564–1621), český šlechtic z rodu Harantů z Polžic a Bezdružic, spisovatel, válečník, diplomat, cestovatel a hudebník
- Karel Václav Rais (1859–1926), domek prarodičů spisovatele
- Jaroslav Koch (1910–1979), psycholog

### Majitelé peckovského panství
- Tobiáš Leonardi, 1013–1026
- Přemysl Otakar II., 1264–1268
- Jaroslav z Jablonné, 1270–1280
- Budivoj z Pecky, 1322
- Hereš z Pecky, 1365–1386
- Mutina z Pecky, 1365–1382
- Jan Pecka z Pecky, 1365–1401
- Václav IV., 1381
- Budivoj ze Železnice, 1401–1407
- Jarek II. ze Železnice, 1407–1434
- Vaněk Peckovský z Pecky, 1434–1463
- Kateřina z Pecky, 1463
- Protiva z Rožmitálu, 1463-1468
- Jaroslav Lev z Rožmitálu, 1468–1474
- Matěj Hořický z Hořic, 1480–1515
- Vilém Hořický z Hořic, 1515
- Mikuláš Libák z Radovesic, 1515–1524
- Jindřich Kutnauer z Kutnova, 1524–1526
- Samson z Fulštejna, 1524
- Strachota z Královic, 1524
- Zikmund Košín z Košíně, 1526
- Piram Kapoun ze Svojkova, 1527–1532
- Jan Litoborský z Chlumu, 1532–1542
- Hašek Litoborský z Chlumu, 1542–1543
- Jiří Litoborský z Chlumu, 1542–1543
- Vilém Litoborský z Chlumu, 1542–543
- Jindřich Škopek z Bílých Otradovic, 1543–1556
- Jan Škopek z Bílých Otradovic, 1556–1566
- Adam Škopek z Bílých Otradovic, 1566
- Karel Škopek z Bílých Otradovic, 1566–1590
- Barbora Miřkovská z Tropčic, 1590–1604
- Kryštof Harant z Polžic a Bezdružic, 1604–1621
- Anna Saloména Hradišťská z Hořovic, 1621–1624
- Albrecht z Valdštejna, 1624–1653
- Ferdinand z Trauttmansdorffu, 1823–1827
- Jan Nepomuk z Trauttmansdorff-Weinsbergu, 1827–1834
- Ferdinand Jáchym z Trauttmansdorff-Weinsbergu, 1834–1859
- Karel Jan z Trauttmansdorff-Weinsbergu, 1859–1921

## Galerie

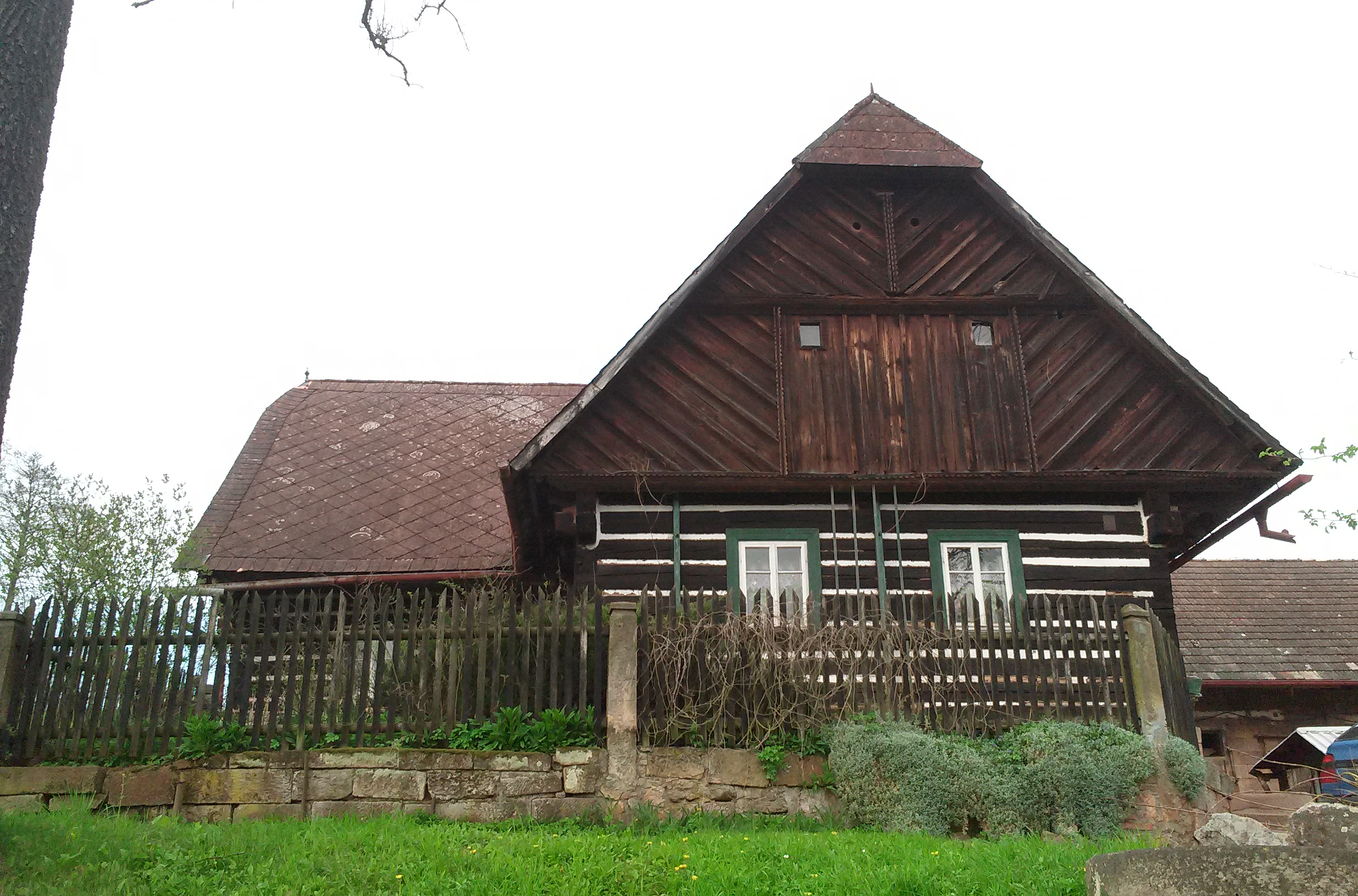
Bělá u Pecky, usedlost č. p. 1
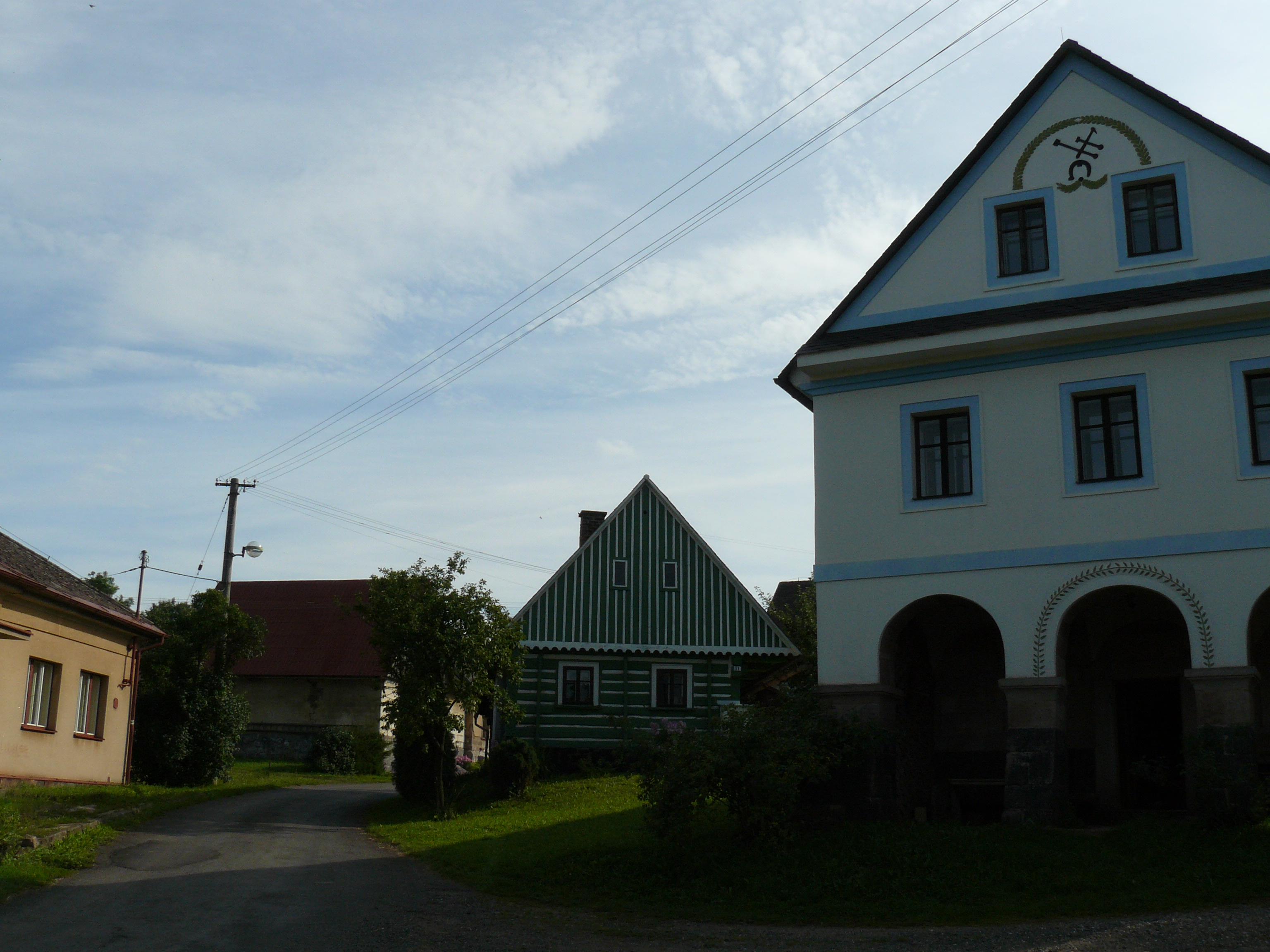
Kal, kovárna
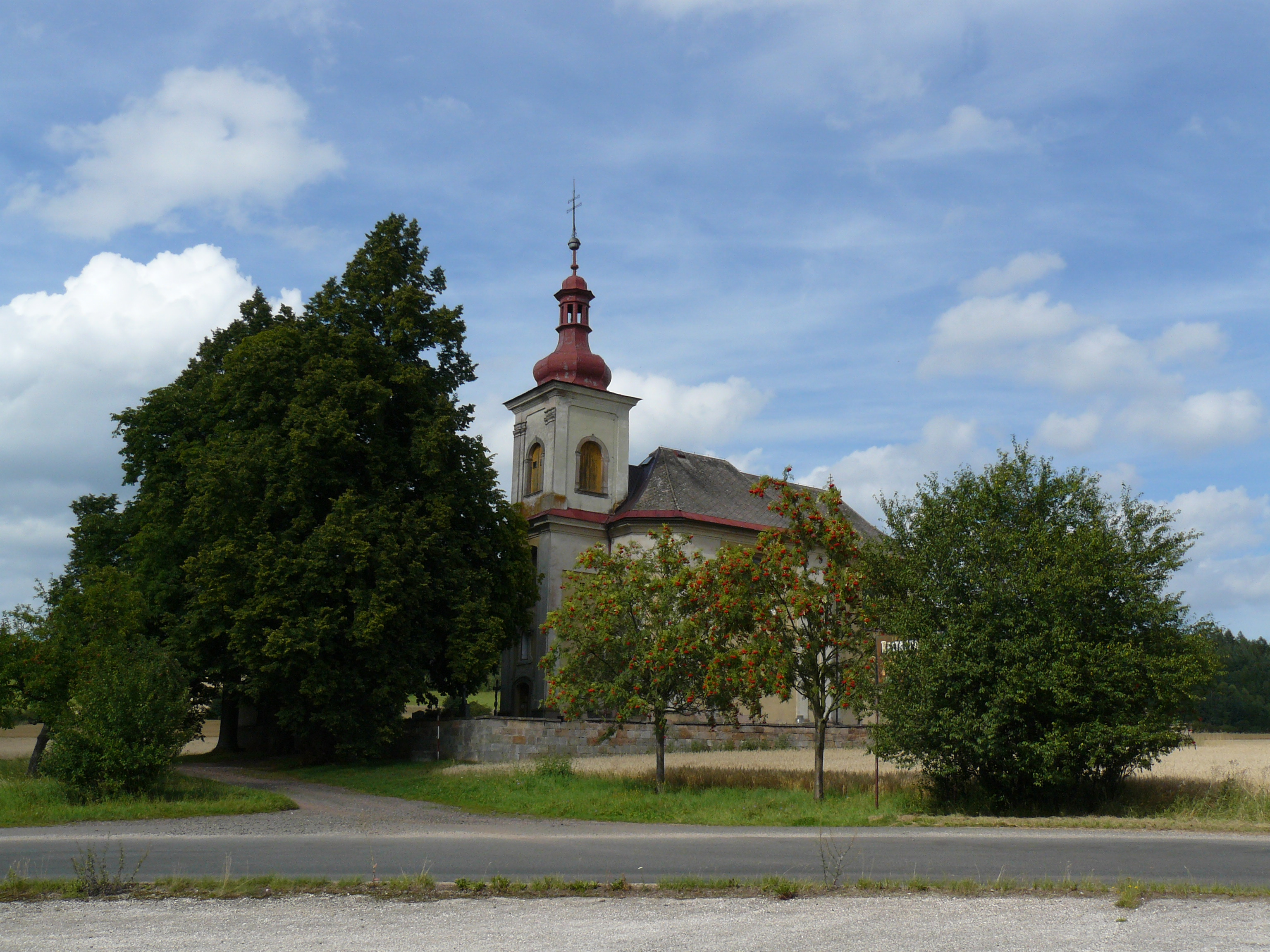
Vidonice, kostel sv. Jana Křtitele
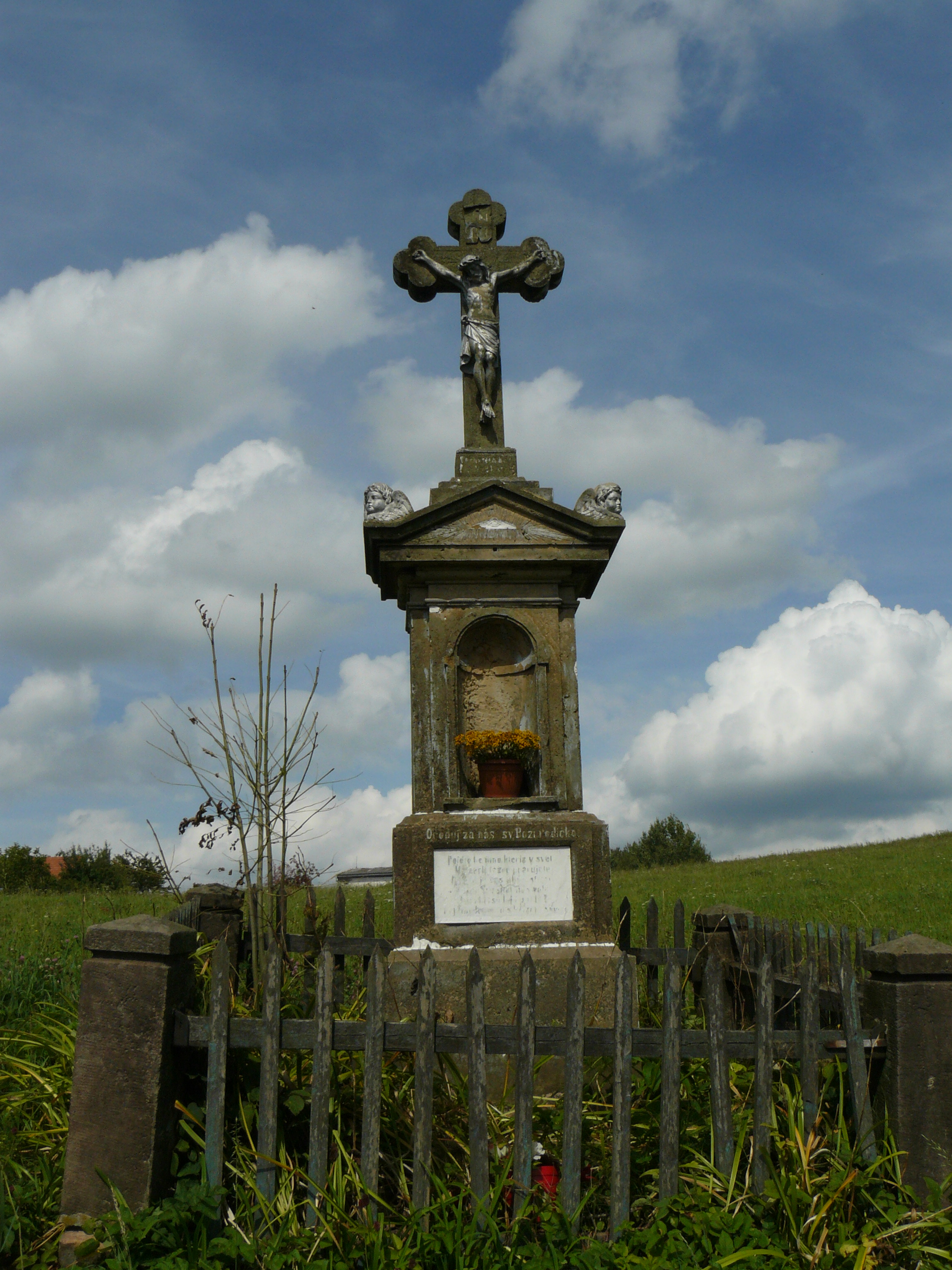
Horní Javoří, kříž